# Priay

Priay este o comună în departamentul Ain din estul Franței.